# Miss Monde 2008
Miss Monde 2008, est la 58e élection de Miss Monde, qui s'est déroulée au Sandton Convention Centre, à Johannesburg en Afrique du Sud, le 13 décembre 2008. 
À l'origine, le concours devait avoir lieu à Kiev, en Ukraine mais en raison de la crise diplomatique entre la Géorgie et la Russie, voisine d'Ossétie du Sud, l'Organisation Miss Monde a décidé de déplacer le concours loin de l'Europe de l'Est.  109 participants venant partout dans le monde ont concouru et a été enregistré le deuxième taux le plus élevé en participation depuis 59 ans au concours Miss Monde.
La lauréate du concours est Ksenia Sukhinova, Miss Russie 2008 et succède à Zhang Zilin, Miss Monde 2007.

## Classement final
| Résultat final  | Candidates |
| --------------- | --- |
| Miss Monde 2008 | - Russie - Ksenia Sukhinova |
| 1re dauphine    | - Inde - Parvathy Omanakuttan |
| 2e dauphine     | - Trinité-et-Tobago - Gabrielle Walcott |
| Top 5           | - Angola - Birgite dos Santos - Afrique du Sud - Tansey Coetzee |
| Top 15          | - Barbade - Natalie Griffith - Brésil - Tamara Almeida - Croatie - Josipa Kusić - Islande - Alexandra Ívarsdóttir - Kazakhstan - Alfina Nasyrova - Mexique - Ana Gabriela Espinoza - Porto Rico - Ivonne Orsini - Espagne - Patricia Rodríguez - Ukraine - Iryna Zhuravska - Venezuela - Hannelly Quintero |

## Reines de beauté des continents
| Continent      | Candidate                             |
| -------------- | ------------------------------------- |
| Afrique        | Angola - Birgite dos Santos           |
| Amérique       | Venezuela - Hannelly Quintero         |
| Asie & Océanie | Inde - Parvathy Omanakuttan           |
| Caraïbes       | Trinité-et-Tobago - Gabrielle Walcott |
| Europe         | Russie - Ksenia Sukhinova             |

## Candidates
| Pays/Territoire représenté       | Candidate                    | Âge    | Taille | Domicile            | Continent et région |
| -------------------------------- | ---------------------------- | ------ | ------ | ------------------- | ------------------- |
| Afrique du Sud                   | Tansey Coetzee               | 23 ans | 1,74 m | Johannesburg        | Afrique             |
| Albanie                          | Egla Harxhi                  | 18 ans | 1,75 m | Tirana              | Europe              |
| Allemagne                        | Anne Katrin Walter           | 21 ans | 1,72 m | Dahme-Spreewald     | Europe              |
| Angleterre                       | Laura Coleman                | 22 ans | 1,75 m | Leicester           | Europe              |
| Angola                           | Birgite dos Santos           | 18 ans | 1,80 m | Luanda              | Afrique             |
| Antigua-et-Barbuda               | Athina James                 | 18 ans | 1,80 m | St. John's          | Caraïbes            |
| Argentine                        | Agustina Quinteros           | 18 ans | 1,76 m | Santa Rosa          | Amérique            |
| Aruba                            | Christina Trejo              | 20 ans | 1,75 m | Tanki Flip          | Caraïbes            |
| Australie                        | Katie Richardson             | 20 ans | 1,78 m | Albion Park         | Asie et Océanie     |
| Autriche                         | Kathrin Krahfuss             | 23 ans | 1,77 m | Graz                | Europe              |
| Bahamas                          | Tinnyse Johnson              | 21 ans | 1,76 m | Nassau              | Caraïbes            |
| Barbade                          | Natalie Griffith             | 18 ans | 1,68 m | Bridgetown          | Caraïbes            |
| Belgique                         | Alizée Poulicek              | 21 ans | 1,75 m | Bruxelles           | Europe              |
| Belize                           | Charmaine Chinapen           | 21 ans | 1,74 m | Belize City         | Amérique            |
| Biélorussie                      | Volha Khijynkova             | 21 ans | 1,84 m | Vitebsk             | Europe              |
| Bolivie                          | Jackelin Arias               | 18 ans | 1,77 m | Santa Cruz          | Amérique            |
| Bosnie-Herzégovine               | Tanja Vujičić                | 18 ans | 1,78 m | Mostar              | Europe              |
| Botswana                         | Itseng Kgomotso              | 19 ans | 1,78 m | Gaborone            | Afrique             |
| Brésil                           | Tamara Almeida               | 23 ans | 1,74 m | Ipatinga            | Amérique            |
| Bulgarie                         | Julia Yurevich               | 19 ans | 1,77 m | Kozloduy            | Europe              |
| Canada                           | Leah Ryerse                  | 20 ans | 1,78 m | Hamilton            | Amérique            |
| Chili                            | Nataly Chilet                | 23 ans | 1,75 m | Santiago            | Amérique            |
| Chine                            | Mei Yanling                  | 25 ans | 1,80 m | Dalian              | Asie et Océanie     |
| Colombie                         | Katherine Medina             | 18 ans | 1,80 m | Medellín            | Amérique            |
| Corée du Sud                     | Choi Bo-in                   | 22 ans | 1,69 m | Séoul               | Asie et Océanie     |
| Costa Rica                       | Amalia Matamoros             | 19 ans | 1,78 m | Naranjo             | Amérique            |
| Croatie                          | Josipa Kusić                 | 20 ans | 1,82 m | Zagreb              | Europe              |
| Curaçao                          | Norayla Francisco            | 23 ans | 1,79 m | Willemstad          | Caraïbes            |
| Chypre                           | Mari Vasileiou               | 18 ans | 1,68 m | Larnaca             | Europe              |
| Danemark                         | Lisa Lents                   | 21 ans | 1,74 m | Copenhague          | Europe              |
| Écosse                           | Stephanie Willemse           | 19 ans | 1,80 m | Glasgow             | Europe              |
| Équateur                         | Marjorie Cevallos            | 22 ans | 1,83 m | Guayaquil           | Amérique            |
| Égypte                           | Sanaa Ismail Hamed           | 24 ans | 1,75 m | Alexandrie          | Afrique             |
| Espagne                          | Patricia Rodríguez           | 18 ans | 1,79 m | Granadilla de Abona | Europe              |
| États-Unis                       | Lane Lindell                 | 18 ans | 1,77 m | Tampa               | Amérique            |
| Éthiopie                         | Hibret Fekadu                | 18 ans | 1,80 m | Addis-Abeba         | Afrique             |
| Finlande                         | Linda Wikstedt               | 19 ans | 1,74 m | Helsinki            | Europe              |
| France                           | Laura Tanguy                 | 20 ans | 1,75 m | Angers              | Europe              |
| Géorgie                          | Khatuna Skhirtladze          | 18 ans | 1,77 m | Tbilissi            | Europe              |
| Ghana                            | Frances Takyi-Mensah         | 22 ans | 1,80 m | Elmina              | Afrique             |
| Gibraltar                        | Krystle Robba                | 22 ans | 1,78 m | Gibraltar           | Europe              |
| Grèce                            | Angelikí Kalaïtzí            | 24 ans | 1,73 m | Thessalonique       | Europe              |
| Guadeloupe                       | Frédérika Charpentier        | 23 ans | 1,75 m | Basse-Terre         | Caraïbes            |
| Guatemala                        | Maribel Arana                | 23 ans | 1,74 m | Guatemala City      | Amérique            |
| Guyana                           | Christa Simmons              | 23 ans | 1,73 m | Georgetown          | Amérique            |
| Honduras                         | Gabriela Zavala              | 23 ans | 1,83 m | San Pedro Sula      | Amérique            |
| Hong Kong                        | Skye Chan                    | 24 ans | 1,65 m | Hong Kong           | Asie et Océanie     |
| Hongrie                          | Szilvia Freire               | 24 ans | 1,74 m | Budapest            | Europe              |
| Îles Caïmans                     | Nicosia Lawson               | 25 ans | 1,75 m | George Town         | Caraïbes            |
| Inde                             | Parvathy Omanakuttan         | 21 ans | 1,75 m | Kottayam            | Asie et Océanie     |
| Indonésie                        | Sandra Angelia               | 22 ans | 1,69 m | Surabaya            | Asie et Océanie     |
| Irlande                          | Sinéad Noonan                | 21 ans | 1,75 m | Comté de Meath      | Europe              |
| Irlande du Nord                  | Judith Wilson                | 23 ans | 1,80 m | Enniskillen         | Europe              |
| Islande                          | Alexandra Ívarsdóttir        | 18 ans | 1,80 m | Reykjavik           | Europe              |
| Israël                           | Tamar Ziskind                | 23 ans | 1,76 m | Haifa               | Asie et Océanie     |
| Italie                           | Claudia Russo                | 25 ans | 1,78 m | Messine             | Europe              |
| Jamaïque                         | Brittany Lyons               | 19 ans | 1,66 m | Kingston            | Caraïbes            |
| Japon                            | Mizuki Kubodera              | 21 ans | 1,73 m | Kanagawa            | Asie et Océanie     |
| Kazakhstan                       | Alfina Nasyrova              | 20 ans | 1,75 m | Almaty              | Asie et Océanie     |
| Kenya                            | Ruth Kinuthia                | 22 ans | 1,84 m | Nairobi             | Afrique             |
| Lettonie                         | Ina Avlasēviča               | 20 ans | 1,80 m | Dobele              | Europe              |
| Liban                            | Rosarita Tawil               | 20 ans | 1,78 m | Beyrouth            | Asie et Océanie     |
| Lituanie                         | Gabrielė Martirosianaitė     | 18 ans | 1,76 m | Kaunas              | Europe              |
| Malaisie                         | Soo Wincci                   | 23 ans | 1,70 m | Selangor            | Asie et Océanie     |
| Malte                            | Martha Fenech                | 17 ans | 1,70 m | San Ġiljan          | Europe              |
| Martinique                       | Élodie Delor                 | 18 ans | 1,83 m | Fort-de-France      | Caraïbes            |
| Maurice                          | Olivia Carey                 | 19 ans | 1,70 m | Vacoas              | Afrique             |
| Mexique                          | Ana Gabriela Espinoza        | 20 ans | 1,80 m | Monterrey           | Amérique            |
| Moldavie                         | Iana Varnacova               | 17 ans | 1,80 m | Chişinău            | Europe              |
| Mongolie                         | Anun Chinbat                 | 23 ans | 1,73 m | Oulan-Bator         | Asie et Océanie     |
| Monténégro                       | Mariana Mihajlović           | 18 ans | 1,80 m | Plavnica            | Europe              |
| Namibie                          | Marelize Robberts            | 21 ans | 1,80 m | Windhoek            | Afrique             |
| Nigeria                          | Adaeze Igwe                  | 18 ans | 1,73 m | Awka                | Afrique             |
| Norvège                          | Lene Egeli                   | 21 ans | 1,78 m | Stavanger           | Europe              |
| Nouvelle-Zélande                 | Kahurangi Taylor             | 18 ans | 1,80 m | Auckland            | Asie et Océanie     |
| Ouganda                          | Dora Mwima                   | 18 ans | 1,75 m | Tororo              | Afrique             |
| Paraguay                         | Gabriela Rejala              | 19 ans | 1,73 m | Ñemby               | Amérique            |
| Pays-Bas                         | Carmen Kool                  | 22 ans | 1,78 m | Arnhem              | Europe              |
| Pays de Galles                   | Chloe-Beth Morgan            | 22 ans | 1,73 m | Cwmbran             | Europe              |
| Pérou                            | Annmarie Dehainaut           | 18 ans | 1,75 m | Lima                | Amérique            |
| Philippines                      | Danielle Castaño             | 19 ans | 1,74 m | Quezon City         | Asie et Océanie     |
| Pologne                          | Klaudia Ungerman             | 20 ans | 1,77 m | Wysieradz           | Europe              |
| Portugal                         | Andréia Rodrigues            | 24 ans | 1,75 m | Lisbonne            | Europe              |
| Porto Rico                       | Ivonne Orsini                | 20 ans | 1,75 m | Bayamón             | Caraïbes            |
| République démocratique du Congo | Christelle Ndila             | 18 ans | 1,74 m | Kinshasa            | Afrique             |
| République dominicaine           | Geisha Montes                | 21 ans | 1,75 m | Saint-Domingue      | Caraïbes            |
| République tchèque               | Zuzana Jandová               | 20 ans | 1,78 m | Karviná             | Europe              |
| Russie                           | Xenia Soukhinova             | 21 ans | 1,78 m | Tioumen             | Europe              |
| Sainte-Lucie                     | Joy-Ann Biscette             | 22 ans | 1,73 m | Castries            | Caraïbes            |
| Salvador                         | Gabriela Gavidia             | 18 ans | 1,73 m | La Libertad         | Amérique            |
| Serbie                           | Nevena Lipovac               | 19 ans | 1,75 m | Belgrade            | Europe              |
| Seychelles                       | Elena Angione                | 22 ans | 1,68 m | Mahé                | Afrique             |
| Sierra Leone                     | Tyrilla Gouldson             | 24 ans | 1,75 m | Freetown            | Afrique             |
| Singapour                        | Faraliza Tan                 | 22 ans | 1,75 m | Singapour           | Asie & Océanie      |
| Slovaquie                        | Edita Krešáková              | 19 ans | 1,80 m | Seňa                | Europe              |
| Sri Lanka                        | Rochelle Correa              | 24 ans | 1,76 m | Colombo             | Asie et Océanie     |
| Suède                            | Jennifer Palm Lundberg       | 22 ans | 1,76 m | Sigtuna             | Europe              |
| Swaziland                        | Tiffany Simelane (1988-2009) | 20 ans | 1,72 m | Mhlambanyatsi       | Afrique             |
| Taïwan                           | Jamie Lin                    | 24 ans | 1,73 m | Taichung            | Asie et Océanie     |
| Tanzanie                         | Nasreen Karim                | 22 ans | 1,74 m | Mwanza              | Afrique             |
| Thaïlande                        | Ummarapas Jullakasian        | 23 ans | 1,73 m | Nonthaburi          | Asie et Océanie     |
| Trinité-et-Tobago                | Gabrielle Walcott            | 23 ans | 1,73 m | Port-d'Espagne      | Caraïbes            |
| Turquie                          | Leyla Lydia Tuğutlu          | 19 ans | 1,80 m | Istanbul            | Europe              |
| Ukraine                          | Iryna Jouravska              | 18 ans | 1,77 m | Kiev                | Europe              |
| Uruguay                          | Fatimih Dávila (1988-2019)   | 20 ans | 1,75 m | Montevideo          | Amérique            |
| Venezuela                        | Hannelly Quintero            | 23 ans | 1,78 m | Caracas             | Amérique            |
| Viêt Nam                         | Dương Trương Thiên Lý        | 19 ans | 1,70 m | Đồng Tháp           | Asie & Océanie      |
| Zambie                           | Winfridah Mofu               | 19 ans | 1,72 m | Lusaka              | Afrique             |
| Zimbabwe                         | Cynthia Muvirimi             | 25 ans | 1,70 m | Harare              | Afrique             |

## Déroulement de la cérémonie

### Jury
| Membre                 | Nationalité   | Notes                                                                              |
| ---------------------- | ------------- | ---------------------------------------------------------------------------------- |
| Julia Morley           | Britannique   | Présidente de l'organisation Miss Monde.                                           |
| Wilnelia Merced        | Portoricaine  | Miss Monde 1975.                                                                   |
| Aminurta Kang          | Mongole       | Metteur en scène.                                                                  |
| Krish Naidoo           | Sud-Africaine | Ambassadeur international pour Miss Monde.                                         |
| Pearl Luthuli          | Sud-Africaine | Directrice exécutive des services de radiodiffusion publics et commerciaux (SABC). |
| Lindiwe Mahlangu       | Sud-Africaine | Directrice exécutive de la compagnie touristique de Joburg.                        |
| Precious Moloi-Motsepe | Sud-Africaine | Présidente de la mode internationale africaine.                                    |
| Graham Cooke           | Britannique   | Président de World Travel Adwards.                                                 |

## Challenge Events

### Miss Beach Beauty
Le concours Miss Monde Beach Beauty a eu lieu le 29 novembre 2008 au The Beverly Hills Hotel à Durban. Vingt-sept demi-finalistes ont participé à l'évènement et ont été sélectionnés par un panel de jury. Les noms des participantes du concours ont été dévoilés le 27 novembre 2008.
- Gagnante: Ana Gabriela Espinoza ( Mexique)
- 1re dauphine: Tansey Coetzee ( Afrique du Sud)
- 2e dauphine: Ksenia Sukhinova ( Russie)
- Top 10: Birgite dos Santos ( Angola), Parvathy Omanakuttan ( Inde), Rosarita Tawil ( Liban),  Castaño ( Philippines), Ivonne Orsini ( Porto Rico), Patricia Rodríguez ( Espagne), Hannelly Quintero ( Venezuela)
- Top 25: Katie Richardson ( Australie), Katherine Medina ( Colombie), Josipa Kusić ( Croatie), Sanaa Ismail Hamed ( Égypte), Alfina Nasyrova ( Kazakhstan), Kahurangi Taylor ( Nouvelle-Zélande), Gabriela Rejala ( Paraguay), Nevena Lipovac ( Serbie), Ummarapas Jullakasian ( Thaïlande), Gabrielle Walcott ( Trinité-et-Tobago), Leyla Tuğutlu ( Turquie), Iryna Jouravska ( Ukraine), Lane Lindell ( États-Unis), Fatimih Dávila ( Uruguay), Cynthia Muvirimi ( Zimbabwe)

### Top Model
Le concours Miss Monde Top Model a eu lieu le 3 décembre 2008 au Walter Sisulu Square of Dedication à Soweto. Trente-deux semi-finalistes ont participé à l'évènement. 
- Gagnante: Xenia Soukhinova ( Russie)
- 1re dauphine: Birgite dos Santos ( Angola)
- 2e dauphine: Parvathy Omanakuttan ( Inde)Danielle
- Top 10: Josipa Kusić ( Croatie), Norayla Francisco ( Curaçao), Zuzana Jandová ( République tchèque), Ana Gabriela Espinoza ( Mexique), Tansey Coetzee ( Afrique du Sud), Patricia Rodríguez ( Espagne), Hannelly Quintero ( Venezuela)
- Top 32: Agustina Quinteros ( Argentine), Natalie Griffith ( Barbade), Volha Khizhynkova ( Biélorussie), Tamara Almeida ( Brésil), Mei Yanling ( Chine), Katherine Medina ( Colombie), Hibret Fekadu ( Éthiopie), Claudia Russo ( Italie), Mizuki Kubodera ( Japon), Alfina Nasyrova ( Kazakhstan), Rosarita Tawil ( Liban), Soo Wincci ( Malaisie), Marelize Robberts ( Namibie), Lene Egeli ( Norvège), Gabriela Rejala ( Paraguay), Annmarie Dehainaut ( Pérou), Danielle Castaño ( Philippines), Ivonne Orsini ( Porto Rico), Ummarapas Jullakasian ( Thaïlande), Gabrielle Walcott ( Trinité-et-Tobago), Lane Lindell ( États-Unis), Cynthia Muvirimi ( Zimbabwe)

### Miss Sports

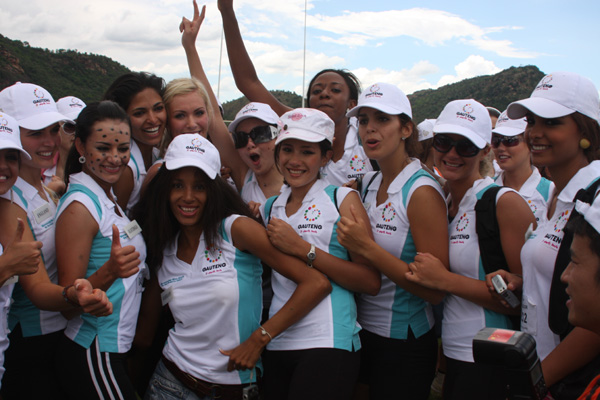
Candidates au concours Miss Sports.

Le concours Miss Monde Sport a eu lieu le 5 décembre 2008 au Glenburn Lodge à Muldersdrift et a été mis en scène par Dream Team Catalyst. 
- Gagnante: Alexandra Ívarsdóttir ( Islande)
- 1re dauphine: Adaeze Yobo ( Nigeria)
- 2e dauphine: Andréia Rodrigues ( Portugal)
- Top 6: Angelikí Kalaïtzí ( Grèce), Tamar Ziskind ( Israël), Annmarie Dehainaut ( Pérou)

### Miss Talent

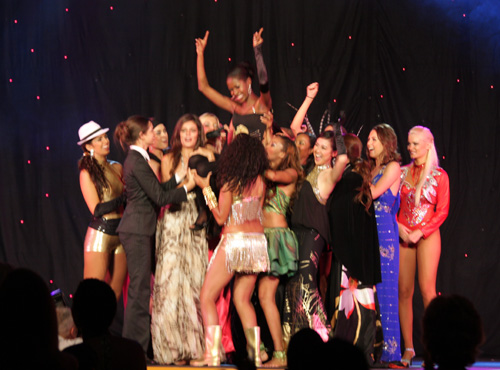
Victoire de Natalie Griffith, Miss Barbade au concours Miss Talent de Miss Monde entourée des participantes.

Le concours Miss Monde Talent a eu lieu le 7 décembre 2008 au centre de Convention de Sandton à Johannesburg.
- Gagnante: Natalie Griffith ( Barbade)
- 1re dauphine: Kathryn Krahfuss ( Autriche)
- 2e dauphine: Iryna Jouravska ( Ukraine)
- Top 19: Nicosia Lawson ( Îles Caïmans), Jamie Lin ( Taïwan), Josipa Kusić ( Croatie), Lisa Lents ( Danemark), Krystle Robba ( Gibraltar), Sandra Angelia ( Indonésie), Sinéad Noonan ( Irlande), Alfina Nasyrova ( Kazakhstan), Gabrielė Martirosianaitė ( Lituanie), Soo Wincci ( Malaisie), Élodie Delor ( Martinique), Ana Gabriela Espinoza ( Mexique), Adaeze Igwe ( Nigeria), Judith Wilson ( Irlande du Nord), Tansey Coetzee ( Afrique du Sud)

### Beauty with a Purpose
| Résultat final | Candidate                                                                            | Cause |
| -------------- | ------------------------------------------------------------------------------------ | --- |
| Gagnante       | - Trinité-et-Tobago - Gabrielle Walcott                                              | - Pour travailler avec Just Because Fondation destinée à la création de conditions accueillantes pour les enfants atteints de cancer. Gabrielle a permis d'amasser environ 100 000 dollars pour la création d'un nouveau quartier pour ces enfants. |
| Finalistes     | - Hongrie - Szilvia Freire - Kenya - Ruth Kinuthia - Mexique - Ana Gabriela Espinoza | - Pour travailler avec la Fondation NEM ADOM FEL, destinée à la prise de conscience que les personnes handicapées sont de valeur dans la société et que ces individus se sentent acceptés. - Pour travailler avec une école dans les bidonvilles de Nairobi essentiellement pour les étudiants qui ont été orphelins à cause du VIH. Ruth a aidé à amasser des fonds pour la subsistance de l'école ainsi que d'être un modèle pour les étudiants. - Pour aider la fondation Casa Hogar de Jilotepec, dont leur divise est « Ayuda y Solidaridad con las Niñas de la Calle », ce qui signifie en français de l'aide et de la solidarité avec les filles des rues. Anagaby a créé l'événement appelé Pass the Crown où elle demande aux filles au sujet de leur meilleure qualité et ensuite de mettre un diadème sur la tête en rapport avec leur qualité. |

## Autre prix attribués
Meilleure robe mondiale d'un designer
- Gagnante:  États-Unis - Lane Lindell
- 1re Dauphine:  Guatemala - Maribel Arana
- 2e Dauphine:  Trinité-et-Tobago - Gabrielle Walcott

Miss People's Choice
- Gagnante:  Viêt Nam - Dương Trương Thiên Lý

## Observations

### À propos des pays participants

#### Retours
Dernière participation en 1999
- Seychelles.

Dernière participation en 2004
- Antigua-et-Barbuda ;
- Égypte ;
- Honduras.

Dernière participation en 2005
- Taïwan.

Dernière participation en 2006
- Barbade ;
- Portugal ;
- République démocratique du Congo ;
- Sainte-Lucie ;
- Uruguay ;
- Zambie.

### Désistements
- Estonie - Retirement en raison du manque de financement et du parrainage.
- Macédoine - Suzana Al-Salkini s'est retiré en raison du manque de financement et du parrainage mais a concurrencé l'année suivante à Miss Monde 2009.
- Népal - L'organisateur de Miss Népal a dit qu'il reportait le concours prévu pour le 23 août 2008 à une date inconnue, après que les maoïstes ont jeté leur dévolu sur Miss Népal afin d'empêcher le concours.
- Panama - Kathya Saldaña a eu des problèmes avec l'organisation régionale et n'a pas pu obtenir un visa pour l'Afrique du Sud à temps.
- Roumanie - Retirement en raison du manque de financement et du parrainage.
- Slovénie - Retirement en raison du manque de financement et du parrainage.
- Suriname - Mireille Nederbiel n'a pas été autorisée à participer à Miss Monde par la décision des organisateurs du concours.

### Note sur les candidates
- Égypte - Meriam George a été remplacé par Sanaa Ismail Hamed à la dernière minute pour des raisons non divulguées.
- Hong Kong -  Edelweiss Cheung, Miss Hong Kong 2008 a été remplacé par sa première dauphine, Skye Chan.
- Philippines - Janina San Miguel a été remplacé par sa première dauphine, Danielle Castaño après avoir renoncé à son titre.
- Suède - Jennifer Palm Lundberg a placé été 3e dauphine au concours Miss Monde Suède mais a remporté le titre lorsque la gagnante du concours, Amanda Ulfdotter, a été congédié et que la première et la deuxième finaliste ont refusé la couronne après des désaccords sur le contrat du gagnant[78].
- Swaziland - Tiffany Simelane a été retrouvé morte le 17 août 2009[79].
- Thaïlande - Miss Monde Thaïlande n'a pas eu lieu cette année en raison du décès de la princesse du royaume de Thaïlande Galyani Vadhana. La 1re dauphine de Miss Monde Thaïlande, Ummarapas Jullakasian a été désigné à représenter la Thaïlande.
- Viêt Nam - Trần Thị Thùy Dung, Miss Monde Vietnam 2008 n'a pas été autorisé à concourir après qu'il fut révélé qu'elle n'a pas de diplôme d'études secondaires. Cela vaut également pour tous les candidates qui a participé au même concours. La 2e dauphine de Miss Univers Vietnam 2008, Dương Trương Thiên Ly a été désigné pour représenter le Vietnam à Miss Monde[87].